# 平涼衛
平涼衛是明代的一個衛所。
洪武三年（1370年）建置，領左、右、中、前、後五所，隸陝西都指揮使司。在今甘肅省平涼市。